# Ralph Lilley Turner
Ralph Lilley Turner (5 octobre 1888 - 22 avril 1983) est un philologue britannique des langues indiennes et un administrateur d'université. Il est connu pour avoir composé un dictionnaire comparatif indo-aryen. Il est également l'auteur de quelques publications concernant la langue romani.

## Jeunesse et éducation
Turner est né à Charlton, Londres, fils de Bertha (Lilley) et de George S. Turner. Il fait ses études à la Perse School et au Christ's College de Cambridge.

## Carrière
En 1913, il rejoint le Service éducatif indien en tant que professeur au Queen's College de Bénarès. De 1915 à 1919, il sert dans le 2e bataillon du 3e Queen Alexandra's Own Gurkha Rifles dans l'armée indienne britannique pendant la Première Guerre mondiale, remportant la Croix militaire en Palestine. De 1920 à 1922, il est professeur de linguistique indienne à l'Université hindoue de Bénarès.
En 1922, Turner retourne en Angleterre comme professeur de sanskrit à l'École d'études orientales de l'Université de Londres. Entre 1924 et 1932, il publie également plusieurs articles sur les études romani dans le Journal of the Gypsy Lore Society, notamment « Sur la position du romani en indo-aryen » (1927). Il est directeur de l'école de 1937 à 1957, bien qu'il continue à occuper sa chaire jusqu'en 1954. À partir de 1939, il avertit fréquemment le ministère de la Guerre qu'étant donné la possibilité d'une guerre avec le Japon, il est essentiel de commencer immédiatement à former des linguistes, mais ses avertissements sont ignorés. Ce n'est qu'après le déclenchement de la guerre avec le Japon qu'au début de 1942, le War Office et le Board of Education élaborent un plan avec la SOAS pour des cours de courte durée en japonais afin de répondre aux exigences du temps de guerre.
Il est fait chevalier en 1950. Son œuvre maîtresse, le Dictionnaire comparé des langues indo-aryennes, est publié en 1966. Un index de cet ouvrage est produit en 1969 par son épouse Dorothy Rivers Turner, qui organise des feuillets pour le dictionnaire depuis la première année de leur mariage vers 1920. Elle a également collaboré à Phonetic Analysis en 1971, qui est paru quelques mois avant sa mort.

## Vie privée
Il est marié à Dorothy Rivers Goulty, avec qui il a trois filles et un fils. L'un de ses petits-enfants est le professeur Geoffrey L. Smith (en), chef du département de pathologie de l'université de Cambridge.
Par l'intermédiaire de sa fille, Kathleen L. Turner, l'un de ses arrière-petits-enfants est l'acteur Jeremy Irvine.

## Sources
- Dictionnaire biographique national
- Nécrologie : Sir Ralph Lilley Turner, Wright, JC & Cowan, CD (1984) Bulletin de l'École d'études orientales et africaines. Université de Londres. Vol. 47, n° 3. pp. 540–548.